# Pierre de Montesquiou (1909-1976)
Pour les articles homonymes, voir Pierre de Montesquiou.
Pour les autres membres de la famille, voir Maison de Montesquiou.
Marie Joseph Victor Pierre de Montesquiou-Fezensac, marquis de Montesquiou-Fezensac, dit duc de Fezensac,,, né le 1er mars 1909 à Paris et mort à Marsan le 15 octobre 1976, négociant en armagnac, est un homme politique français.

## Biographie
Fils de Joseph de Montesquiou, marquis puis duc de Fezensac, et de Victoire Massena d'Essling, il est issu de la Maison de Montesquiou. Son père est un descendant de Pierre de Montesquiou (1764-1834), par le fils aîné de celui-ci, Eugène de Montesquiou.
Par sa mère, il est le petit-fils de Victor Masséna, prince d'Essling.
Il est licencié ès lettres, diplômé de l’École libre des sciences politiques et docteur en droit. 
Il entre au cabinet de Raymond Patenôtre, ministre de l’Économie nationale et de la Production de 1938 à 1939.
À la Libération, il est décoré de la croix de guerre 1939-1945, de la croix du combattant volontaire de la Résistance et de la Légion d’honneur, pour son engagement durant l'Occupation.
Pierre de Montesquiou devient maire de Marsan en 1951, puis conseiller général du canton de Gimont en avril 1958 et réélu en 1964.
Le 30 novembre 1958, il est élu député du Gers, et y siège jusqu'à son décès, survenu le 15 octobre 1976. Il est inscrit à l'Assemblée nationale au groupe Progrès et démocratie moderne (PDM).
Il fut nommé membre suppléant en 1963, puis membre titulaire, au Conseil de l’Europe et à l’Assemblée de l'Union de l'Europe occidentale (UEO). Pierre de Montesquiou présidera le groupe libéral à l’Assemblée de l’UEO.
Il demeurait habituellement au château de Marsan.
A la mort de son cousin Odon de Montesquiou Fezensac, en 1964, il hérite du château de Courtanvaux, qui sera vendu après sa mort.

### Mariage et descendance
Pierre de Montresquiou épouse en 1933 Jacqueline Fenaille (1913-1983), fille de Pierre Fenaille, industriel, et de Raymonde Boussod. Tous deux ont trois enfants :
- Victoire de Montesquiou Fezensac, journaliste, cinéaste ;
- Véronique de Montesquiou Fezensac (1936-2019) ;

- Aymeri de Montesquiou Fezensac, conseiller-général, député puis sénateur du Gers, député européen[5].